# Station Tielt
Station Tielt is een spoorwegstation langs spoorlijn 73 (Deinze - De Panne) in de stad Tielt.
Van hier vertrok tot en met 8 oktober 1950 (reizigersverkeer) ook spoorlijn 73A van Tielt naar Ingelmunster.
In 2012 is het derde spoor buiten dienst gesteld en opgebroken. Dat sluit aan bij de modernisatie van het station van Tielt.
Sinds 2021 zijn de loketten hier gesloten en is het station een stopplaats geworden. Voor de aankoop van allerlei vervoerbewijzen kan men bij voorkeur terecht aan de biljettenautomaat die ter beschikking staat, of via andere verkoopkanalen.
Sinds 2022 stoppen de toeristentreinen tijdens de zomerperiode enkel nog tijdens de week en niet langer in het weekend in het station van Tielt.

## Geschiedenis
In 1860 werd op de plaats van de voormalige blekerij een station in neoclassistische stijl gebouwd. Het gebouw deed ook dienst als telegraafkantoor. De verbinding tussen het station en het stadscentrum gebeurde tussen 1889 en 1914 met zowel de paardentram als de stoomtram.
In 1914 werd, omwille van plaatsgebrek en het kusttoerisme, een nieuw station met bredere losplaats gebouwd naar ontwerp van Gustaaf Hoste. Tijdens de Eerste Wereldoorlog werd de lijn door de Duitse bezetter voorzien van dubbelspoor tot Diksmuide.
Door een bombardement in oktober 1918 werd het station verwoest, daarom werd een noodstation gebouwd dat tot 1977 in gebruik bleef voor het werd vervangen door het huidige stationsgebouw, ontworpen door Jacques Devincke.

## Galerij

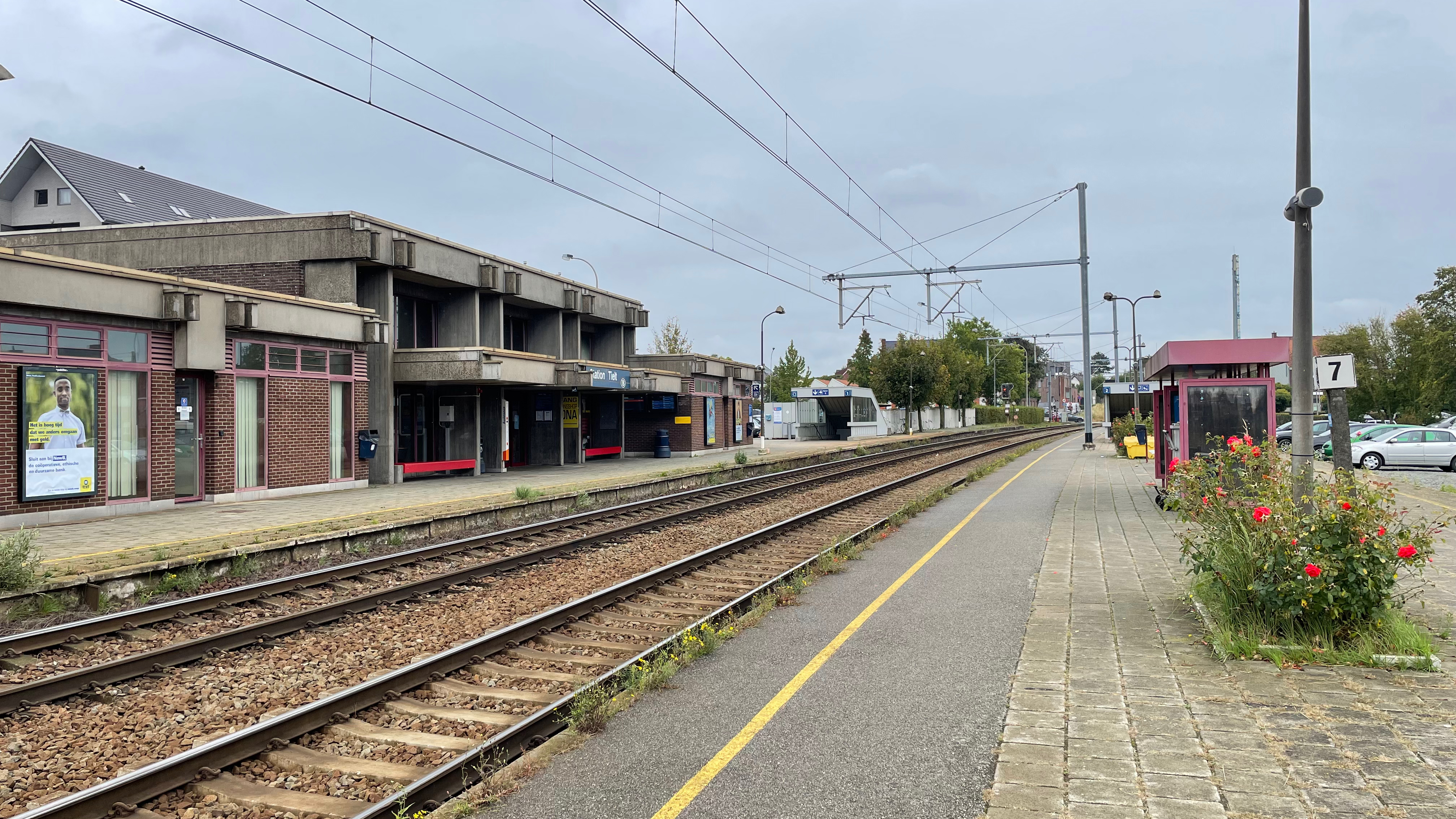
Zicht op perron 2 (2021)
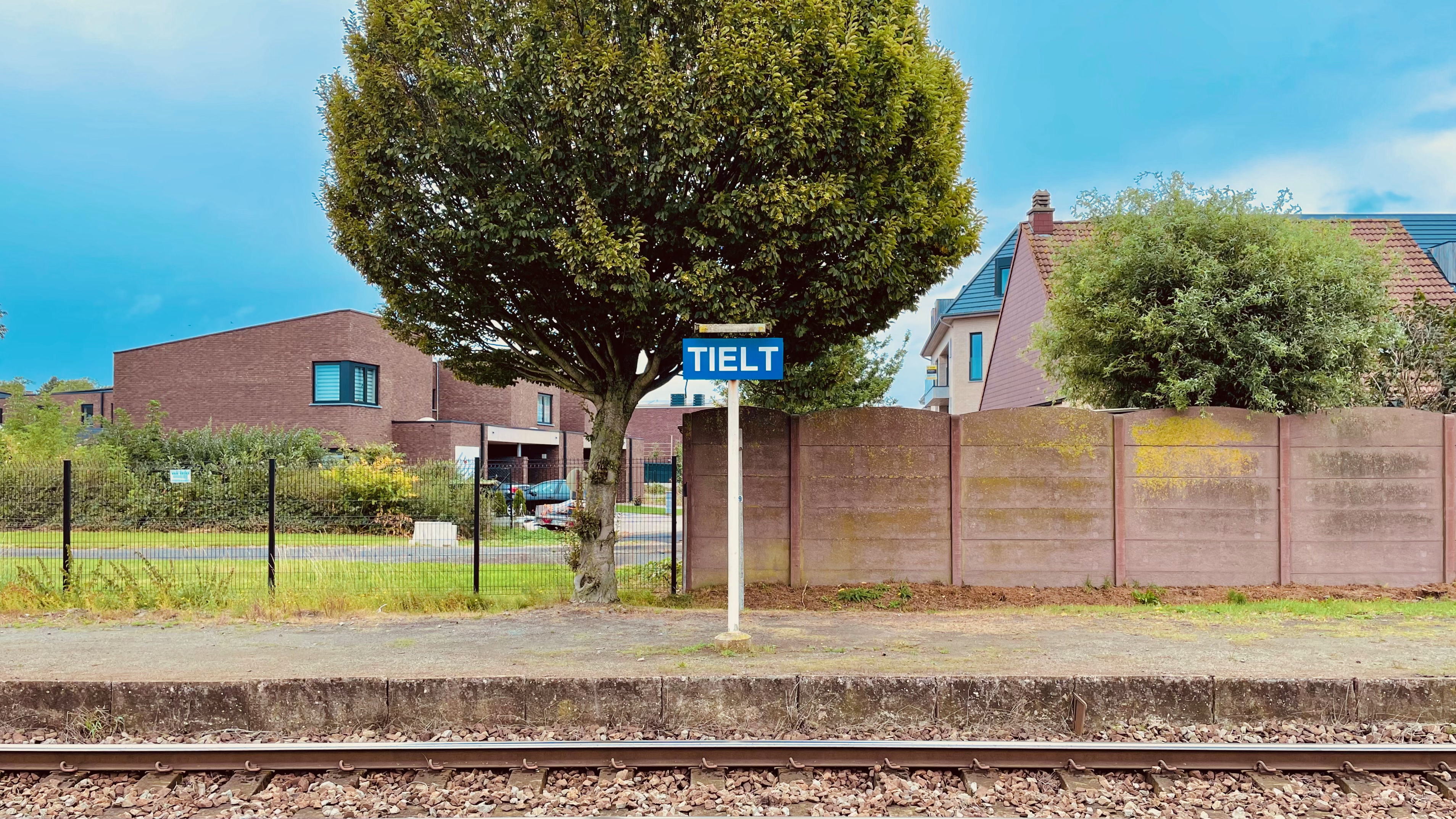
Plaatsnaambord
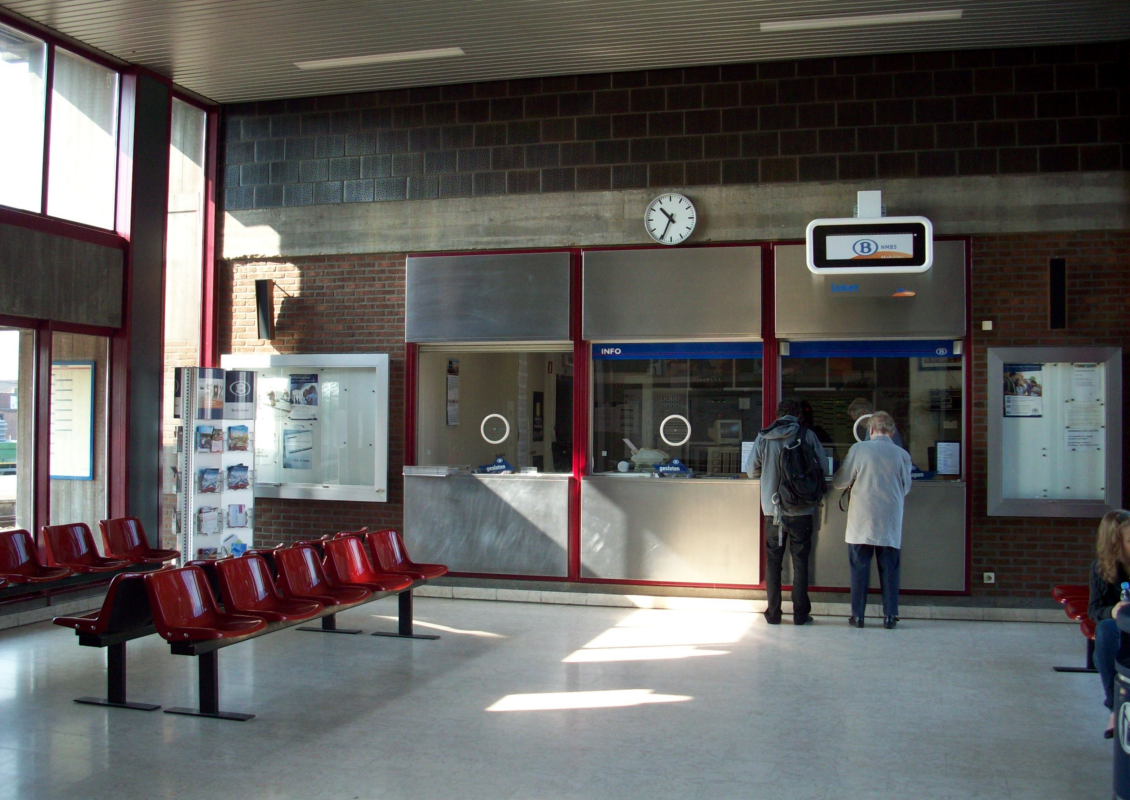
Lokethal (2010)
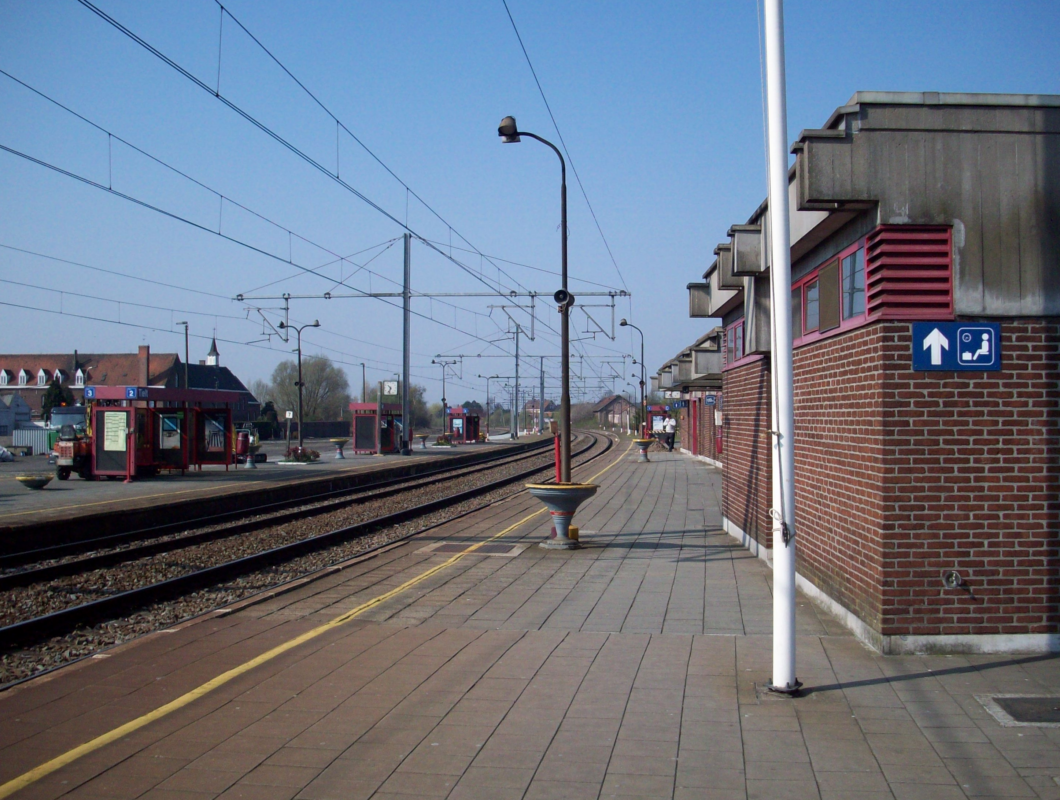
Zicht op perron 1 (2010)
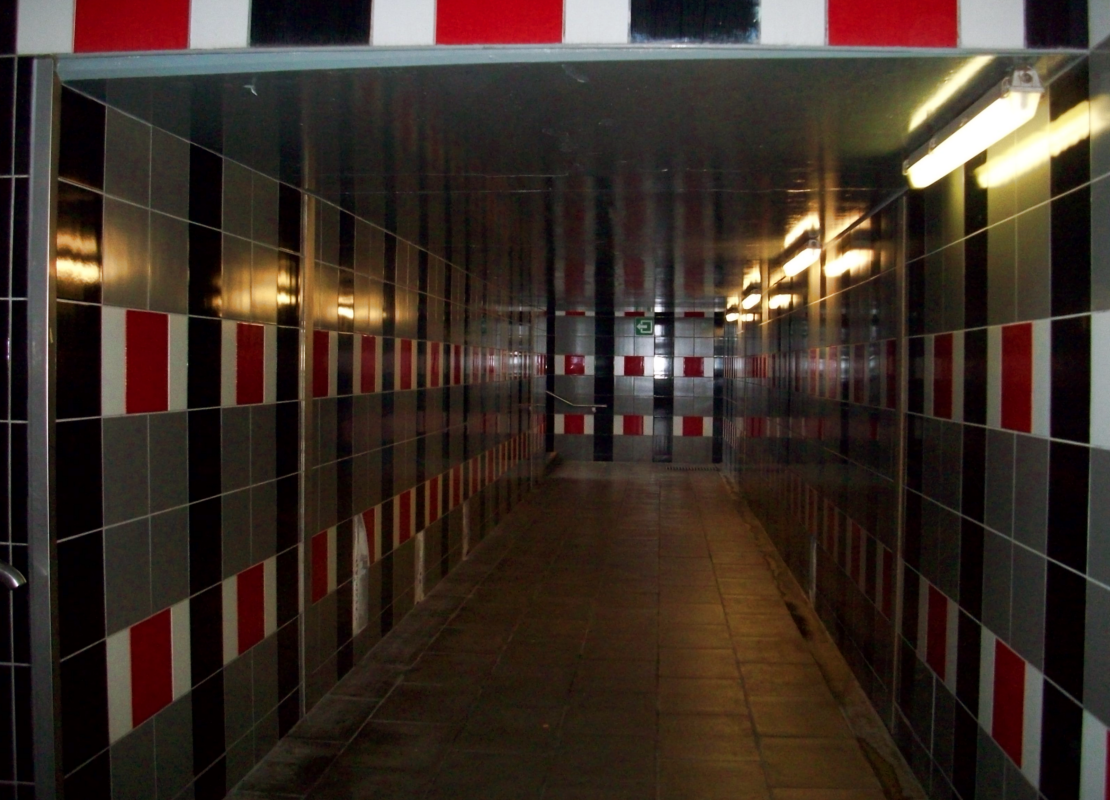
Reizigerstunnel (2010)
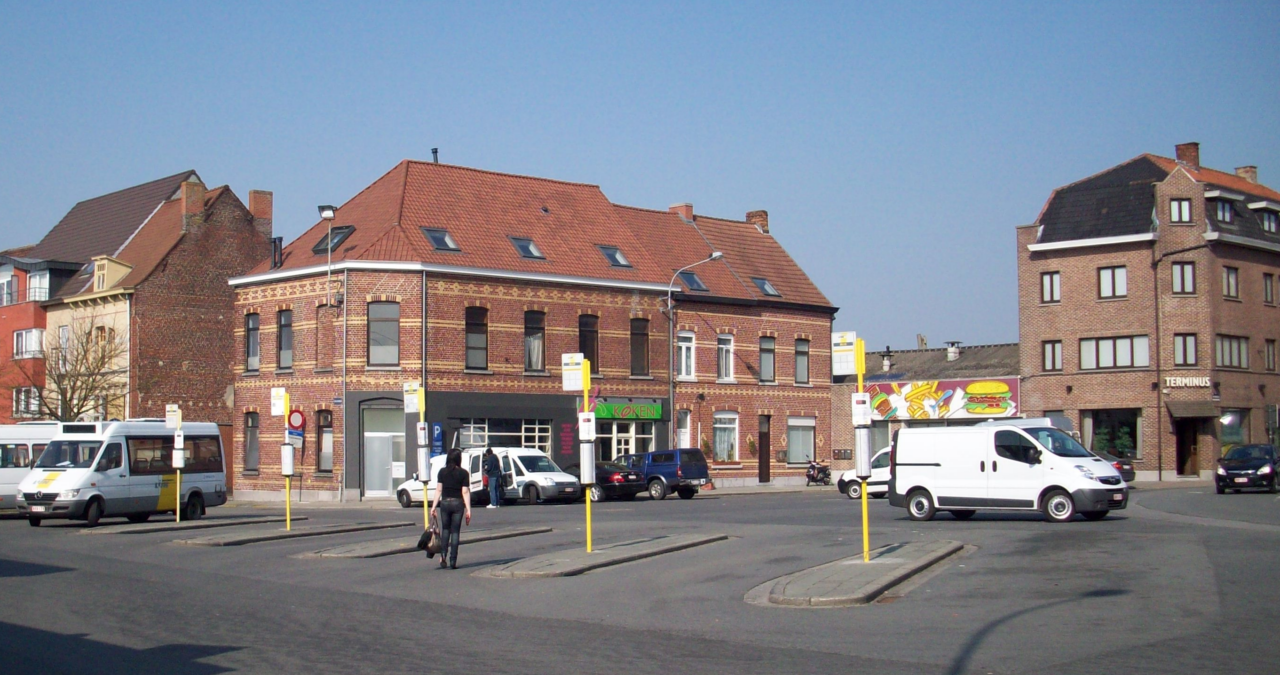
Busstation (2010)
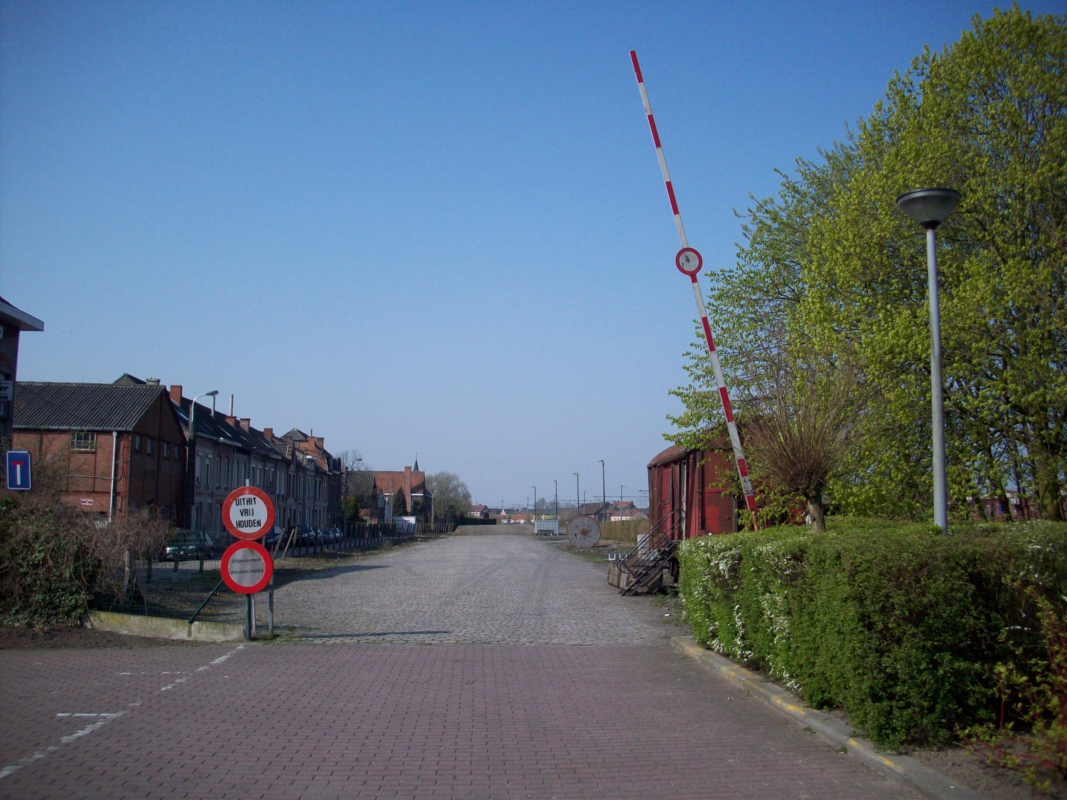
Voormalige goederenkoer
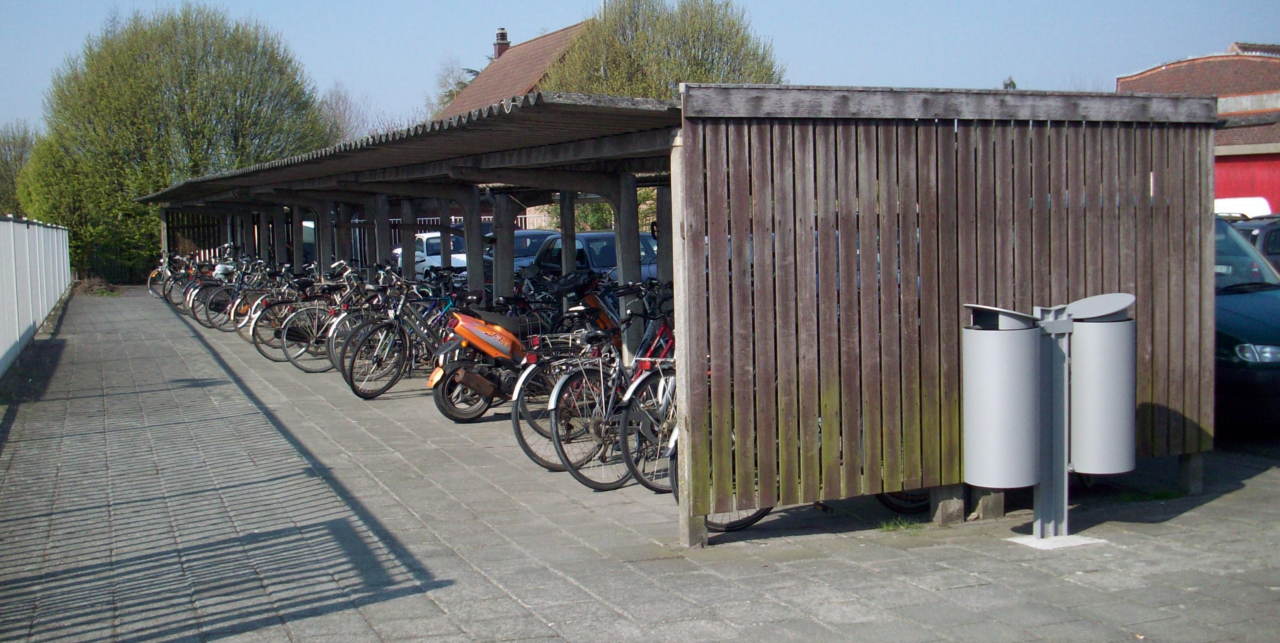
Fietsenstalling
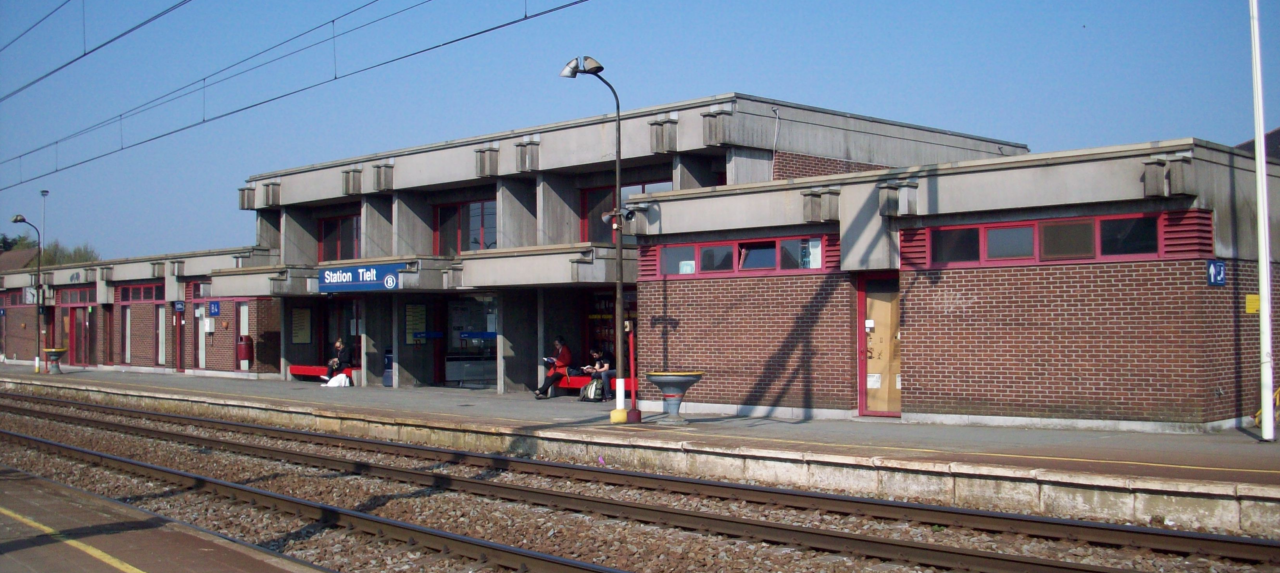
Het station (2010)
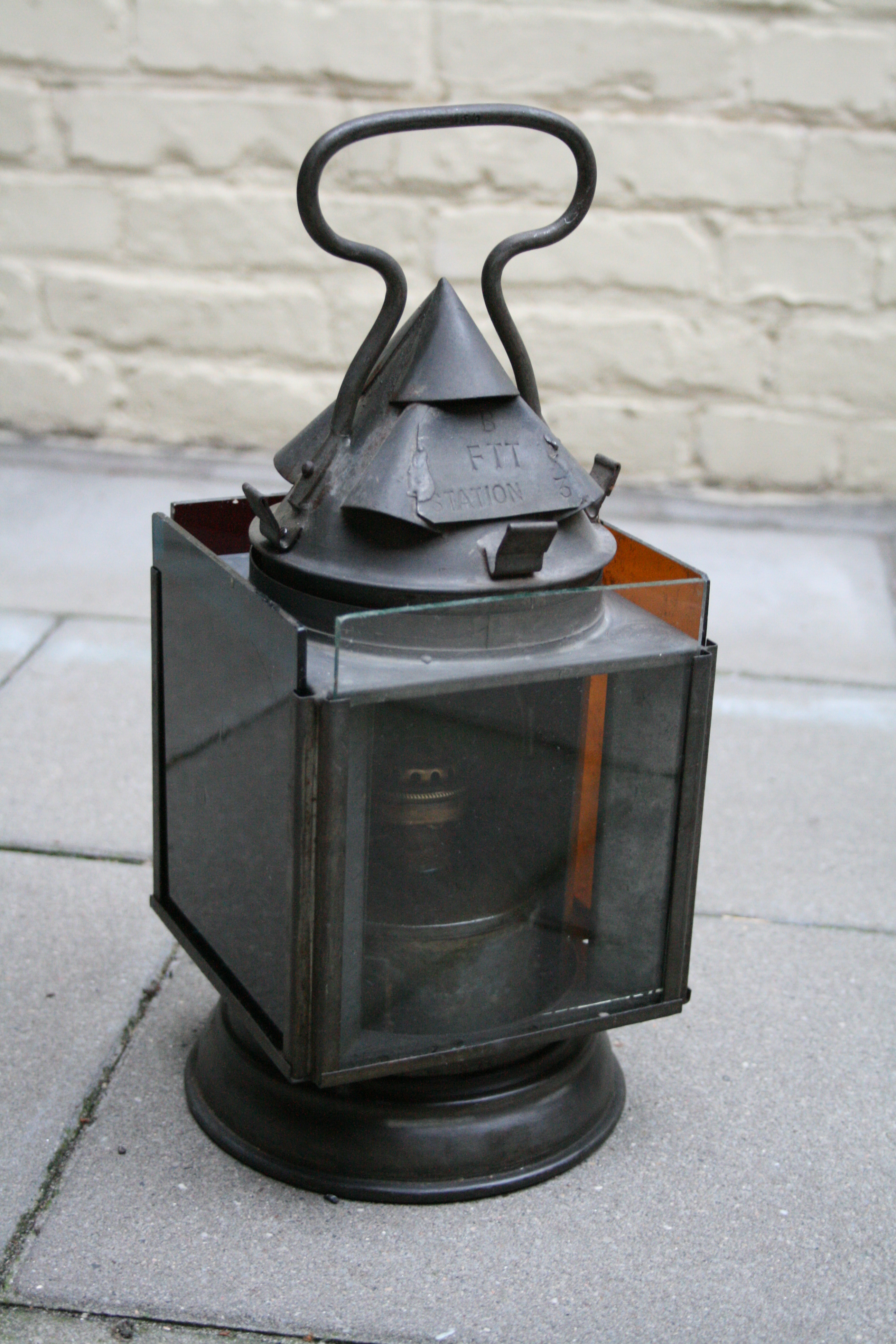
Lantaarn of seinlamp met markering 'FTT station (Tielt).

## Treindienst
| Serie       | Treinsoort            | Route | Bijzonderheden                                                              |
| ----------- | --------------------- | --- | --------------------------------------------------------------------------- |
| IC 28       | Intercity (NMBS)      | Antwerpen-Centraal – Gent-Sint-Pieters – Tielt – Lichtervelde – De Panne                                                            | Rijdt alleen op werkdagen.                                                  |
| IC 29       | Intercity (NMBS)      | [ De Panne – Tielt – ] Gent-Sint-Pieters – Aalst – Brussel-Zuid – Brussels Airport-Zaventem – Leuven – Landen                       | Rijdt in het weekend De Panne - Brussel-Noord.                              |
| P 7000/8000 | Piekuurtrein (NMBS)   | [ Oostende – Brugge – ] / [ De Panne – Tielt – ] / [ Poperinge – Ieper – Kortrijk – ] Gent-Sint-Pieters – Brussel-Zuid – Schaarbeek | Twee treinen per dag per richting. Een trein op zondagavond vanaf De Panne. |
| P 7995/8995 | Piekuurtrein (NMBS)   | [ De Panne – Tielt – ] / [ Kortrijk – ] Gent-Sint-Pieters                                                                           | Rijdt alleen op werkdagen.                                                  |
| ICT 6900    | Toeristentrein (NMBS) | Brussel-Noord – Brussel-Zuid – Gent-Sint-Pieters – Tielt – De Panne                                                                 | Rijdt in juli en augustus.                                                  |

## Spoorindeling
| Spoor | Spoorlijn | Richting                                                      |
| ----- | --------- | ------------------------------------------------------------- |
| 1     | L 73      | Richting Gent-Sint-Pieters, Brussel-Noord, Antwerpen-Centraal |
| 2     | L 73      | Richting Lichtervelde, De Panne                               |

## Reizigerstellingen
De grafiek en tabel geven het gemiddeld aantal instappende reizigers weer op een week-, zater- en zondag.
| Tabel: aantal instappende reizigers station Tielt | Tabel: aantal instappende reizigers station Tielt | Tabel: aantal instappende reizigers station Tielt | Tabel: aantal instappende reizigers station Tielt |
|                                                   | Weekdag                                           | Zaterdag                                          | Zondag                                            |
| ------------------------------------------------- | ------------------------------------------------- | ------------------------------------------------- | ------------------------------------------------- |
| 1977                                              | 881                                               | 167                                               | 290                                               |
| 1978                                              | 810                                               | 179                                               | 296                                               |
| 1979                                              | 814                                               | 139                                               | 261                                               |
| 1980                                              | 867                                               | 149                                               | 364                                               |
| 1981                                              | 866                                               | 133                                               | 323                                               |
| 1982                                              | 858                                               | 141                                               | 292                                               |
| 1983                                              | 800                                               | 130                                               | 464                                               |
| 1984                                              | 1 006                                             | 137                                               | 380                                               |
| 1985                                              | 952                                               | 154                                               | 372                                               |
| 1986                                              | 946                                               | 166                                               | 261                                               |
| 1987                                              | 928                                               | 161                                               | 428                                               |
| 1988                                              | 1 022                                             | 162                                               | 465                                               |
| 1989                                              | 930                                               | 208                                               | 395                                               |
| 1990                                              | 824                                               | 236                                               | 474                                               |
| 1991                                              | 923                                               | 370                                               | 419                                               |
| 1992                                              | 946                                               | 255                                               | 394                                               |
| 1993                                              | 950                                               | 195                                               | 480                                               |
| 1994                                              | 1 117                                             | 187                                               | 420                                               |
| 1995                                              | 864                                               | 279                                               | 475                                               |
| 1996                                              | 1 041                                             | 340                                               | -                                                 |
| 1997                                              | 1 186                                             | 268                                               | -                                                 |
| 1998                                              | 963                                               | 280                                               | 580                                               |
| 1999                                              | 1 015                                             | 388                                               | 626                                               |
| 2000                                              | 937                                               | 308                                               | 410                                               |
| 2001                                              | 997                                               | 296                                               | 554                                               |
| 2002                                              | 878                                               | 286                                               | 514                                               |
| 2003                                              | 884                                               | 354                                               | 497                                               |
| 2004                                              | 923                                               | 383                                               | 570                                               |
| 2005                                              | 999                                               | 328                                               | 615                                               |
| 2006                                              | 1 019                                             | 382                                               | 478                                               |
| 2007                                              | 1 027                                             | 370                                               | 620                                               |
| 2008                                              | -                                                 | -                                                 | -                                                 |
| 2009                                              | 1 219                                             | 360                                               | 107                                               |
| 2010                                              | -                                                 | -                                                 | -                                                 |
| 2011                                              | -                                                 | -                                                 | -                                                 |
| 2012                                              | 929                                               | 320                                               | 632                                               |
| 2013                                              | 1 038                                             | 419                                               | 466                                               |
| 2014                                              | 1 042                                             | 337                                               | 608                                               |
| 2015                                              | 1 074                                             | 368                                               | 425                                               |
| 2016                                              | 989                                               | 295                                               | 382                                               |
| 2017                                              | 1 195                                             | 429                                               | 529                                               |
| 2018                                              | 1 003                                             | 357                                               | 388                                               |
| 2019                                              | 956                                               | 397                                               | 514                                               |
| 2020                                              | 661                                               | 269                                               | 364                                               |
| 2021                                              | -                                                 | -                                                 | -                                                 |
| 2022                                              | 982                                               | 516                                               | 586                                               |
| 2023                                              | 803                                               | 302                                               | 363                                               |
| 2024                                              | 941                                               | 419                                               | 537                                               |

0: Deinze ·
4,5: Grammene ·
6,2: Wontergem ·
8,3: Aarsele ·
15,6: Tielt ·
20,1: Pittem ·
24,0: Ardooie-Koolskamp ·
26,5: Kortekeer ·
31,7: Lichtervelde ·
37,7: Kortemark ·
40,5: Handzame ·
43,7: Zarren ·
47,9: Esen ·
50,4: Diksmuide ·
52,0: Kaaskerke ·
54,8: Oostkerke ·
62,4: Avekapelle ·
65,5: Veurne ·
66,9: Koksijde ·
70,5: De Panne
0,0: Tielt ·
5,5: Meulebeke ·
8,5: Zandberg ·
11,0: Ingelmunster